# سكة بريد
سكك البريد هي مراكز كانت تستعمل للبريد، أقدم من عمل به في الإسلام هو هشام بن عبد الملك.
وتاريخه قبل الإسلام قديم يقول امرؤ القيس: